# Moše
Moše este o localitate din comuna Medvode, Slovenia, cu o populație de 219 locuitori.